# Mosteiro de Pedralbes

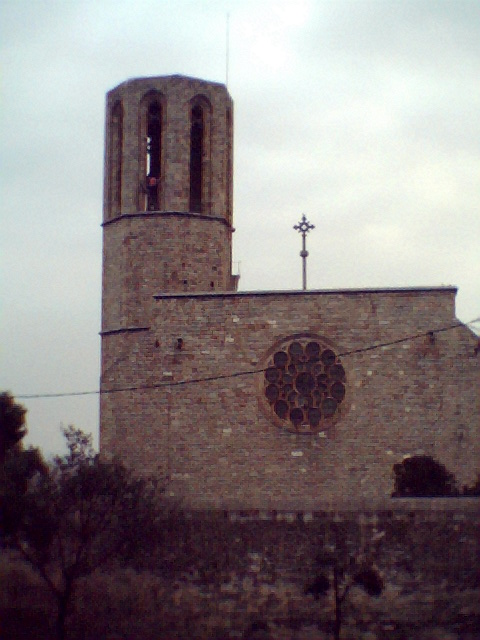
Monastério de Pedralbes

O Real Mosteiro de Santa María de Pedralbes é um conjunto de monumentos de estilo gótico na cidade de Barcelona (Espanha). Em 1993, uma parte do mosteiro foi cedida à cidade para abrigar parte da coleção do Museu Thyssen-Bornemisza.
O mosteiro foi fundado pelo rei Jaime II de Aragão e sua esposa Elisenda de Moncada em 1326. Abrigava uma ordem de freiras da Ordem das Clarissas, formada, em sua maior parte, por filhas de nobres.
A igreja de Pedralbes tem uma única nave com um retábulo gótico de Jaume Huguet. Também se destaca a capela de São Miguel Arcanjo, com diversas pinturas de Jaume Ferrer Bassa. Realizadas em 1346, as obras mostram a influência que recebeu esse artista das obras do italiano Giotto.